# Gertrude Prombove
Gertrude Prombove Yondno, née le 20 juillet 1992, est une lutteuse camerounaise.

## Carrière
Elle est médaillée d'argent des moins de 58 kg aux Championnats d'Afrique 2017 à Marrakech.
remporte aux Jeux de la Francophonie de 2017 à Abidjan la médaille de bronze dans la catégorie des moins de 60 kg.